# Казаково (Липецкая область)
Казаково — село в Воловском районе Липецкой области России. Административный центр Спасского сельсовета.

## География
Село находится в юго-западной части Липецкой области, в лесостепной зоне, в пределах восточных отрогов Среднерусской возвышенности, на левом берегу реки Дубавчик (приток реки Олым), на расстоянии примерно 5 километров (по прямой) к северо-востоку от села Волово, административного центра района. Абсолютная высота — 184 метра над уровнем моря.
Климат умеренно континентальный с теплым летом и умеренно морозной зимой.
Часовой пояс
Село Казаково, как и вся Липецкая область, находится в часовой зоне МСК (московское время). Смещение применяемого времени относительно UTC составляет +3:00.

## Население
| 2010 | 2012 |
| ---- | ---- |
| 300  | ↗327 |

Гендерный состав
По данным Всероссийской переписи населения 2010 года в гендерной структуре населения мужчины составляли 50,3 %, женщины — соответственно 49,7 %.
Национальный состав
Согласно результатам переписи 2002 года, в национальной структуре населения русские составляли 97 % из 356 чел..

## Улицы
Уличная сеть села состоит из трёх улиц.